# Путешествия пана Кляксы
«Путешествия пана Кляксы» (пол. Podróże Pana Kleksa) — детский фильм-сказка, снятый по мотивам произведений польского писателя Яна Бжехвы о приключениях волшебника Амброзия Кляксы.

## Сюжет
Пан Клякса, посетивший ночью пациента больницы Петрека, рассказывает мальчику историю о том, как Великий Электроник с армией роботов захватил Остров Изобретателей, поработил учёных и приказал своему подручному полковнику Бомбелю уничтожить запасы чернил в Королевстве Сказок, чтобы лишить людей возможности записывать свои фантазии и подчинить воле машин. Конкурс сказок оказывается под угрозой срыва, и король поручает профессору Кляксе отправиться на корабле в дальние страны и доставить необходимые стране чернила. В составе экипажа оказываются смелый юнга Петрек и Бонифаций — агент Великого Электроника, мешающий выполнению миссии…
После всех приключений, победы, одержанной друзьями профессора над роботами, и бегства Великого Электроника, пан Клякса разоблачает и наказывает Бонифация, возвращая его в детство «для перевоспитания», и открывает месторождение чернил прямо перед дворцом короля Аполлинария.
Сказка заканчивается, а мальчик-инвалид, проснувшись утром, обнаруживает, что снова может ходить.
Сюжет фильма имеет мало общего с исходным текстом Яна Бжехвы (например, в оригинале Гроссмеханик — отрицательный персонаж, в фильме его «разделили» на собственно Гроссмеханика и Великого Электроника, которому передали все его отрицательные черты).
В 1988 году был снят фильм «Пан Клякса в космосе», который по сути является продолжением сюжетной линии фильма «Путешествия пана Кляксы». Картина имеет мало общего с двумя предыдущими, так как там отсутствует вся та волшебная и сказочная атмосфера, которая присутствовала в двух прошлых фильмах. Фильм «Пан Клякса в космосе» ни разу не был показан в СССР и поэтому так и не получил советского дубляжа.

## В ролях
- Пётр Фрончевский — профессор Клякса (озвучивает Артём Карапетян) / вокал
- Малгожата Островска — морская королева Аба (озвучивает Ольга Гаспарова)[2]
- Хенрик Биста — Великий Электроник (озвучивает Дмитрий Матвеев)
- Збигнев Бучковский — полковник Алоизий Бомбель, бывший помощник брадобрея Филиппа (озвучивает Владимир Шаинский)
- Георгий Вицин — Аполлинарий Бай, король Королевства Сказок
- Ирина Губанова — королева Банялука
- Лена Морозова — принцесса Резеда
- Ежи Боньчак — предатель Бонифаций (озвучивает Игорь Ясулович)
- Мартин Бараньский — Петрек
- Веслав Михниковский — доктор Пай-Хи-Во
- Владислав Ковальский — Гроссмеханик, президент Острова Изобретателей
- Владимир Фёдоров — министр информации
- Леон Немчик — Филипп, робот 13-го поколения (озвучивает Олег Мокшанцев)
- Ежи Крышак — магистр Пилюль II, правитель Аптекарии (озвучивает Вадим Захарченко)
- Николай Погодин — начальник дворцовой стражи в Королевстве Сказок
- Катажина Козак — девушка
- Мария Квос-Моравска — фрейлина
- Михал Аниол — капитан Кватерно (озвучивает Владимир Антоник)
- Пётр Грабовский — кок Фортелас (озвучивает Вадим Андреев)
- Януш Ревиньский — боцман Банк (озвучивает Алексей Сафонов)
- Мариан Глинка — Барнаба
- Рышард Дрегер — аптекарь Прот (озвучивает Юрий Маляров)
- Богуш Билевский — Таленс
- Ян Янковский — стражник
- Мариуш Забродзкий — вокал
- Эдита Гепперт — вокал
- Лех Ордон — вокал
- Мечислав Чехович — голос короля Аполлинария в польской версии / вокал

## Съёмочная группа
- Автор сценария: Кшиштоф Градовский
- Режиссёр: Кшиштоф Градовский
- Оператор: Влодзимеж Глодек
- Звукооператор: Ежи Блашиньский
- Художники: Николай Терехов, Анджей Ковальчик, Пшемислав Левандовский
- Композитор: Анджей Кожиньский

## Технические данные
- цветной, звуковой
- 2 серии: «Посланники сказки» и «Остров изобретателей»
- Премьера: в Польше — 5 февраля 1986 года, в СССР — в ноябре 1986 года.

Съёмки фильма проходили на территории Армении (международный аэропорт «Звартноц», армянский языческий храм Гарни), в Крыму (Воронцовский дворец в Алупке и Ласточкино гнездо), на Кавказе и в Болгарии.